# Mark's Diary
Mark's Diary è un film del 2019 scritto e diretto da Giovanni Coda.

## Trama
I due protagonisti, Mark e Andrew, sono due uomini disabili dipendenti da altre persone per espletare gran parte delle loro funzioni. Il loro legame è forte, ma del tutto impossibile da mettere in pratica sul piano fisico, a causa delle forti limitazioni nel movimento che impediscono qualsiasi forma di intimità. Iniziano così a sognare di essere un'altra coppia e ad affidare la realizzazione dei propri desideri a due personaggi immaginari. Attraverso la danza, la fotografia, la musica e la poesia inizia un viaggio onirico che conduce alla presa di coscienza dell'urgenza delle istanze legate al diritto per le persone disabili all’amore e alla sessualità. Il film è ispirato al libro LoveAbility.

## Premi e selezioni ufficiali
- Film of the Week all'Amsterdam New Renaissance Film Festival 2019, Amsterdam, NL.
- Premio al Miglior Film Lungometraggio Fiction all'Omovies Festival 2019, Napoli, Italia.[2]
- Best Art Film Award 2019 all'Amsterdam New Renaissance Film Festival 2019, Amsterdam, NL.[3]
- Best Director LGBT Film Award 2019 all'Amsterdam New Renaissance Film Festival 2019, Amsterdam, NL.[3]
- Best Experimental Feature al The Indie Gathering Cleveland, Ohio, USA.
- Honorable Mention al Columbus International Film and Animation Festival 2019, Columbus, Ohio, USA.
- Premio Miglior Film nella sezione Cinema Indipendente Italiano al Salento Rainbow Film Fest 2019, Lecce, Italia.
- Selezione Ufficiale all' Out here now 2019, Kansas City, Missouri, USA.
- Selezione Ufficiale al 34° Lovers Film Festival, Torino, Italy.
- Selezione Ufficiale al Salto Independent Film Festival 2019, Salto, Uruguay.
- Selezione Ufficiale al Shanghai Pride Film Festival 2019, Shanghai, China.
- Selezione Ufficiale all'Australia Independent Film Festival 2019, Brisbane, Australia.
- Best Experimental Film Award al 6º Festival Cinematográfico di Mérida, Messico.
- Best LGBTQ Feature Film at Love Story Film Festival 2020, Londra, UK.